# The Belgian
The Belgian er en amerikansk stumfilm fra 1918 af Sidney Olcott.

## Medvirkende
- Walker Whiteside som Victor Morenne
- Valentine Grant som Desfree
- Sally Crute som de Vries
- Blanche Davenport
- Arda La Croix som Julian